# Goerico de Métis
Goerico de Metz ( em latim: Goericus; em francês:  Goëri; morreu em 19 de setembro de 643), também conhecido como Abão I de Métis, era um bispo de Métis. Ele é venerado como um santo nas igrejas Ortodoxa Oriental e Católica Romana.

## Biografia
Era um homem casado, com duas filhas. Recuperou a visão em Santo Estêvão, em Metz. Pouco depois, se juntou ao clero e foi ordenado sacerdote por Arnulfo de Métis. Em 627 sucedeu Arnulfo como bispo de Metz.
Como bispo, ele transferiu as relíquias de seu antecessor Arnulfo para a Igreja dos Apóstolos. Ele também construiu a igreja do Grande São Pedro e o mosteiro de Épinal para suas duas filhas, Précia e Vitorina. Ele também era amigo pessoal de Dagoberto I.
Morreu em 643. ETm a festa de 19 de setembro. No século X as suas relíquias foram trazidas de Saint-Symphorien para Épinal. Este evento é comemorado no Calendário dos Santos local em 15 de abril.